# Сидор, Дэррил
Дэ́ррил Мэ́рион Сидо́р (англ. Darryl Marion Sydor; род. 13 мая 1972, Эдмонтон, Альберта, Канада) — канадский хоккеист, защитник. Сидор — двукратный обладатель Кубка Стэнли: в 1999 году в составе «Даллас Старз» и в 2004 году с «Тампа-Бэй Лайтнинг». В 1993 году, выступая за «Лос-Анджелес Кингз», смог дойти до финала Кубка Стэнли. В настоящее время работает помощником тренера в клубе Национальной хоккейной лиги «Миннесота Уайлд».

## Биография

### Игровая карьера
Сидор был выбран на драфте 1990 года клубом НХЛ «Лос-Анджелес Кингз» под общим 7-м номером. Он провел четыре сезона в Западной хоккейной лиге (WHL), играя за клуб «Камлупс Блэйзерс», в составе которого в 1992 году выиграл Мемориальный кубок. Тот сезон Сидор начал в НХЛ, в «Лос-Анджелесе», но после 18-ти проведенных матчей был отправлен обратно в WHL.
В своем первом полном сезоне в составе «Кингз» Сидор набрал 29 очков и помог клубу впервые в истории дойти до финала Кубка Стэнли. Ведомые великим Уэйном Гретцки, «Короли», однако, уступили в финале клубу «Монреаль Канадиенс». В составе «Лос-Анджелеса» Сидор развился как игрок, но достиг пика своей карьеры только после обмена в «Даллас Старз» в 1996 году. В сезоне 1996-97 он отдал 40 голевых передач и набрал 48 очков (оба показателя — лучшие в карьере).
Играя в «Далласе», Сидор стал частью «большой четверки» защитников, которая включала в себя, помимо него, Дериана Хэтчера, Сергея Зубова и Ричарда Матвичука. Этот квартет сыграл огромную роль в завоевании Кубка Стэнли в 1999 году, в финале которого был повержен «Баффало Сейбрз». В регулярном сезоне 1999 года Сидор повторил своё лучшее достижение в карьере по количеству очков (48) и установил персональный рекорд по количеству голов за сезон — 14. В следующем сезоне Сидор помог команде во второй раз подряд выйти в финал Кубка Стэнли, но в финальной серии против «Нью-Джерси Девилз» получил травму. «Далласу» не удалось повторить успех годичной давности. Они проиграли «Дьяволам» в шести матчах.
Сидор провел в «Далласе» семь с половиной сезонов, после чего был обменян в «Коламбус Блю Джекетс» летом 2003 года. В составе «Коламбуса» он провел всего 49 матчей, и в середине сезона его обменяли в «Тампа-Бэй Лайтнинг» на многообещающего Александра Свитова. Являясь неотъемлемой частью оборонительных линий «Тампы» в плей-офф 2004 года, Сидор смог выиграть свой второй Кубок Стэнли. В финале «Молния» в семи матчах одолела «Калгари Флэймз». Сидор провел в «Тампе» ещё один сезон, после чего 2 июля 2006 года был отдан в уже знакомый ему «Даллас» в обмен на право выбора в четвёртом раунде драфта 2008 года, что позволило «Лайтнинг» освободить место под потолком зарплат.
После сезона 2006-07, проведенного в «Далласе», 1 июля 2007 года Сидор стал неограниченно свободным агентом. В конце сезона «Даллас» приобрел защитника Маттиаса Норстрёма, в результате чего Сидор перестал попадать в состав и не получил от клуба предложения продлить контракт. Сидор подписал двухлетний контракт на $5 млн с «Питтсбург Пингвинз». В начале второго сезона 16 ноября 2008 года «Питтсбург» обменял Сидора все в тот же «Даллас» на Филиппа Буше.
3 сентября 2009 года Сидор был приглашен в тренировочный лагерь клуба «Сент-Луис Блюз». 25 сентября Сидор подписал однолетний контракт с «Сент-Луисом», где в основном исполнял обязанности седьмого защитника. 13 июля 2010 года Сидор объявил о завершении карьеры.

### Тренерская карьера
Сезон 2010-11 Сидор провел в качестве помощника тренера Майка Йео в клубе Американской хоккейной лиги (AHL) «Хьюстон Аэрос». Ведомые этими специалистами, «Аэрос» стали лучшими в Западной конференции.
30 июня 2011 года Сидор был представлен как один из новых помощников тренера клуба НХЛ «Миннесота Уайлд», где снова помогает главному тренеру Майку Йео.

### Достижения
- Двукратный обладатель Кубка Стэнли: в 1999 году в составе «Даллас Старз», в 2004 году в составе «Тампа-Бэй Лайтнинг».
- Участник Матча всех звезд в 1998 и 1999 годах.

### Личная жизнь
У Сидор и его жены Шарлин четверо сыновей: Паркер, Брейден, Дилан и Купер.

## Статистика
| Легенда | Легенда                    | Легенда | Легенда                   | Легенда | Легенда    |
| ------- | -------------------------- | ------- | ------------------------- | ------- | ---------- |
| И       | Количество проведённых игр | Штр     | Штрафное время            | +/−     | Плюс-минус |
| Г       | Голы                       | П       | Голевые передачи          | О       | Очки       |
| -       | Статистика неизвестна      | —       | Статистика не учитывалась |         |            |